# Fleur de Passion
Die Fleur de Passion ist ein unter Schweizer Flagge fahrendes Expeditionsschiff, das die Verschmutzung der Meere insbesondere mit Plastik dokumentieren soll. Der ehemalige Kriegsfischkutter ist heute als gaffelgetakelte Ketsch geriggt und gehört dem in Carouge ansässigen Verein Association Pacifique. Das Schiff bietet rund fünfzehn Personen Platz und wiegt etwa 100 Tonnen.

## Geschichte

### Im Dienst der Marine, 1941–1970
Die spätere Fleur de Passion wurde 1941 wahrscheinlich in Bremen als Kriegsfischkutter (KFK) gebaut. Die Kriegsmarine baute während des Zweiten Weltkriegs ungefähr 600 dieser Schiffe zur Überwachung der Küste und zum Ausbringen von Minen. Die Schiffe bestanden aus einem Stahlskelett mit einer Eichenbeplankung. Ihre Besonderheit war, dass sie bei kriegsbedingtem Treibstoffmangel auch segeln konnten.
Nach Ende des Krieges fiel das Schiff als Kriegsreparation an Frankreich und diente der französischen Marine als Transportboot unter dem Namen Tréberon. Die militärische Karriere endete in Brest um 1970.

### Privatbesitz
1976 wurde die Bewaffnung abgebaut und das Schiff an einen Privatmann verkauft. Während einer siebenjährigen Umbauphase wurde ein Ketschrigg installiert und das Schiff auf den heutigen Namen Fleur de Passion getauft.
20 Jahre lang durchsegelte es im Rahmen mehrerer sozialpädagogischen und wissenschaftlichen Projekte den Atlantik und das Mittelmeer.

### Stiftung Pacifique
Das sich in einem desolaten Zustand befindliche Schiff wurde 2001 von Segelfreunden aus Genf während eines Tauchurlaubes in Toulon entdeckt. Sie erwarben es für Ausbildungs- und Wissenschaftszwecke und gründeten dafür den Verein Association Pacifique. Während sechs Jahren wurde das Schiff in Marseille instand gesetzt. Am 11. Juli 2009 setzte es erstmals wieder Segel und begann seine Karriere als Expeditions- und Ausflugsschiff. Das Schiff ist mit seinen 33 Metern Länge das grösste Segelschiff unter Schweizer Flagge.

### Restauration 2022
Das Schiff wurde 2022 erneut restauriert. Vorangegangen war am 21. Juli 2021 die Strandung, nach der Folgeschäden drohten. Ungefähre Position des Unfallortes ist eine Untiefe 27,9944° N, 34,4604° O auf dem als Thomas Reef bekannten Korallenriff  vor Scharm asch-Schaich. Die schwierige Bergungsaktion zog sich bis zum erfolgreichen Freischleppen am 7. August 2021 hin. Nach Prüfungen und Behelfsreparaturen im Hafen von El Tor (Sinai) wurde das Schiff im Dezember 2021 nach Portimao (Portugal) überführt. Das Schiff liess sich problemlos fahren und zeigte keine Strukturschwächen oder andere schiffsbauliche Probleme. In Portimao wurden umfangreiche Erneuerungen am Schiff vorgenommen, die sich im März 2022 dem Ende entgegen neigten und bereits erste Probefahrten erlaubten. Die endgültige Ausfallzeit des Schiffes nach der Havarie blieb noch offen. Zu den Aufwendungen für Werftkosten und Haverei wurden im März 2022 noch keine Angaben gemacht.

## Expeditionen

### Changing Oceans Expedition: 2009–2018
Zwischen 2009 und 2018 war die Changing Oceans Expedition vorgesehen. Die Schweizer Stiftung «ANTINEA Foundation» (ab 2014 «Fondation PACIFIQUE») wollte mit Fleur de Passion alle Weltmeere bereisen mit dem Ziel, Daten über zunehmende Plastikverschmutzung der Ozeane zu sammeln. Nach dem Mittelmeer, der spanischen und der französischen Atlantikküste steuerte die Expedition in 2010 die Nord- und Ostsee an.

### Ocean Mapping Expedition (OMEX): 2015–2019
Die Fleur de Passion wird für die Erforschung selten befahrener Gebiete des Ozeans eingesetzt. Dabei wurden unter anderem moderne Karten des Great Barrier Reef vor der Küste Australiens erstellt. Es soll auch Daten zur Verschmutzung der Meere mit Plastik sammeln. Zusätzlich messen Sensor auch Kohlendioxid- und Methangas-Konzentrationen in der Luft und im Wasser. Die Expedition von 2015 bis 2019 um die Welt mit Start in Sevilla, Spanien folgte den Spuren Ferdinand Magellans.
Das Schiff wird mit vier ständigen Besatzungsmitgliedern gesegelt, 12 Kojen stehen wechselnden Mitseglern zur Verfügung.

### Expeditionen ins Rote Meer: 2021–2024
In einem weiteren Forschungsprojekt des an der EPFL 2019 gegründeten Transnational Red Sea Center wollten die Forscher aus aller Welt in Kooperation mit Forschern und den Regierungen der Anrainerstaaten während vier Expeditionen ins Rote Meer in den Sommern 2021 bis 2024 klären, warum die Korallen im Golf von Akaba resistent gegen den Klimawandel sind. Die Expedition musste allerdings unterbrochen werden, da das Schiff am 21. Juli 2021 beim Thomas Reef in der Strase von Tiran im Roten Meer auf Grund lief und evakuiert werden musste.